# Wintersportverein Vipiteno - Sterzing Broncos
I Wipptal Broncos (già Wintersportverein Sterzing Vipiteno Broncos) è una squadra di hockey su ghiaccio di Vipiteno. La squadra ha cambiato denominazione nella primavera 2018.

## Storia
La società fu fondata nel 1948. La polisportiva contava originariamente le sezioni di sci, slittino/bob e hockey su ghiaccio.
Solo alla metà degli anni novanta la sezione hockey si staccò definitivamente. Già nella stagione 1997-98 la squadra ottenne il suo massimo traguardo: è vicecampione d'Italia dietro ai corregionali dell'HC Bolzano.
Nelle quattro stagioni successive si attestò regolarmente tra il terzo ed il quinto posto, ma nel 2002-03 è costretta a rinunciare all'iscrizione ai campionati per motivi economici; scelta poi ripetuta l'anno dopo.
Nel campionato 2004-05 ricominciò dalla serie A2, che - a sorpresa, e dopo una stagione regolare tutt'altro che esaltante - si aggiudicherà dopo aver eliminato nei quarti l'SV Caldaro, in semifinale l'HC Egna ed in finale l'HC Merano.
Rinunciò a partecipare al massimo campionato, e nel campionato 2005-06 non va oltre il quinto posto (eliminata nei quarti dei play-off).
Per la stagione 2010-11 la società altoatesina chiede di partecipare alla A1, con la possibilità quindi di costituire un campionato a dieci squadre, ma il 09-07-2010 la Federazione Sport Ghiaccio respinge tale richiesta. Dopo la vittoria del campionato di A2 2010-11 la società deciderà di tornare in serie A1, questa volta senza ostacoli di sorta da parte della Federazione, avendo vinto il campionato.
La stagione 2011-12 vede il Vipiteno classificarsi al penultimo posto della Regular Season e all'ultimo per quanto riguarda la Relegation Round. Infine verrà sconfitto ai Play Out dal SV Renon con il punteggio di 4 match a 1 a favore della squadra di Collalbo. A seguito di questa sconfitta i Broncos retrocedono mestamente in A2 dopo un solo anno di militanza nel massimo campionato. La stagione successiva ritorneranno comunque in serie A (rinominata Elite.A) nonostante la sconfitta nella finale playoff di serie A2, la Federazione diede infatti il benestare (al contrario di quanto avvenne 3 anni prima) per l'iscrizione del Vipiteno nel massimo campionato, vista anche la partenza della quasi totalità delle squadre del campionato cadetto verso la Inter-National-League austriaca e la temporanea soppressione del campionato di A2, in seguito rinominato Seconda Divisione (poco prima dell'inizio dei tornei verrà infatti ripristinato mettendo in palio il titolo di campione di Seconda Divisione tra le squadre iscritte in INL).
Nella primavera 2018 il team cambia denominazione: da Sterzing Broncos a Wipptal Broncos, nome che vuole racchiudere un'area più ampia del territorio dell'Alta val d'Isarco.

## Palaghiaccio
Il Vipiteno disputa gli incontri casalinghi presso la Weihenstephan Arena, nota anche col nome di DiscoArena, costruita nel 1983. È in grado di ospitare 1.700 spettatori di cui 1.500 a sedere.
Nel febbraio 2021 la struttura diventa inagibile a causa del crollo della copertura per la troppa neve. Il team ha deciso di disputare le successive gare casalinghe al Palaghiaccio Bressanone di Bressanone, fino a che, nell'autunno successivo, una struttura provvisoria è stata realizzata accanto al palaghiaccio danneggiato: dal 9 dicembre la squadra ha potuto tornare a disputare gli incontri casalinghi a Vipiteno.

## Palmarès
Il massimo risultato raggiunto dai Broncos è la finale scudetto nella stagione 1997-98, persa contro l'Hockey Club Bolzano ma raggiunta violando il patto di gentlemen agreement tra le società (la squadra schierò un numero di transfer-card di molto superiore agli accordi, rinforzandosi così di molto) e la vittoria del titolo di Serie A2 nella stagione 2004-05, titolo che rivince nella stagione 2008-09 e nel campionato 2010-11. Nel campionato 2012-13 vince invece la regular season di serie A2 e conquista inoltre la Coppa di Lega.

## Roster 2024/2025

### Portieri
- 32  Alex Leoni
- 33  Philipp Oberhammer
- 35  Jakob Rabanser
- 98  Dominik Groh

### Difensori
- 02  Johannes Gschnitzer
- 17  Fabian Hackhofer
- 21  Daniel Soraruf
- 42  Alessio Niccolai
- 44  Gabriel Nitz
- 71  Leonhard Ludwig Hasler
- 78  Jan Frenademez
- 84  Liam Nardon
- 91  Alexander Brunner

### Attaccanti
- 11  René Deluca
- 12  James Livingston
- 13  Thomas Galimberti
- 19  Paul Eisendle
- 22  Luciano Zandegiacomo Mistrotione
- 29  Adam Capannelli
- 34  Alex Planatscher
- 37  Fabian Gschliesser
- 47  Lukas De Lorenzo Meo
- 61  Leo Kruselburger
- 79  Jonas Kerschbaumer
- 80  Alex Zecchetto
- 86  Paul Mantinger
- 88  Connor Sanvido
- 89  Nicholas Campoli
- 90  Bryson Cianfrone

### Allenatore
- Johan Sjöquist